# Инцзин
Инцзи́н (кит. упр. 荥经, пиньинь Yíngjīng) — уезд городского округа Яань провинции Сычуань (КНР). Уезд назван по рекам Иншуй и Цзиншуй.

## История
При империях Цинь и Хань здесь существовал уезд Яньдао (严道县). При империи Тан в 620 году был образован уезд Инцзин.
В 1939 году была создана провинция Сикан, и эти земли вошли в её состав. В 1951 году был образован Специальный район Яань (雅安专区), в подчинение которого был передан и данный уезд. В 1955 году после ликвидации провинции Сикан Специальный район Яань был передан в состав провинции Сычуань. В 1970 году Специальный район Яань был переименован в Округ Яань (雅安地区). В 2000 году постановлением Госсовета КНР округ Яань был преобразован в городской округ.

## Административное деление
Уезд Инцзин делится на 3 посёлка, 16 волостей и 2 национальные волости.